# Jeremy Bentham

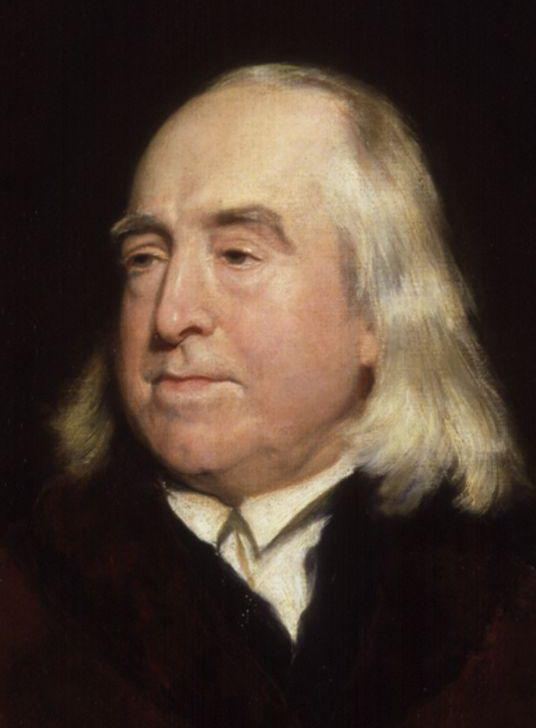
Jeremy Bentham

Jeremy Bentham (IPA: ['benθəm]) (Londen, 15 februari 1748 – aldaar, 6 juni 1832) was een Engelse jurist, filosoof en sociaal hervormer. Hij was een vooraanstaande rechtsfilosoof en een vroege pleitbezorger van het utilitarisme. Hij heeft de ontwikkeling van het liberalisme sterk beïnvloed.
Bentham studeerde rechten aan de Universiteit van Oxford omdat hij aanvankelijk advocaat wilde worden. Al gauw ging zijn aandacht echter meer uit naar de ontwikkeling van een wijsgerige theorie van wetgeving en rechtspraak. Hij liet zich inspireren door onder anderen Joseph Priestley (‘het grootste geluk van het grootste aantal’).
Bentham was een van de invloedrijkste utilitaristen. Dit was te danken aan zijn geschriften, maar ook aan zijn vele leerlingen over de hele wereld. Onder hen James Mill, zijn secretaris en diens zoon John Stuart Mill, en verscheidene politieke leiders, onder wie Robert Owen, die later in Engeland aan de wieg stond van het socialisme. Bentham is in te delen bij de beweging van de filosofisch radicalen die een morele verandering in wetgeving en rechtspraak beoogden.
Bentham was een pleitbezorger van individuele en economische vrijheid, scheiding van kerk en staat, vrijheid van meningsuiting, gelijke rechten voor vrouwen, dierenrechten en de afschaffing van slavernij en fysieke straf (ook voor kinderen), het recht op echtscheiding en vrije handel. Hij was voor belasting op erfenissen, beperking van monopolies, pensioenen en een ziektekostenverzekering.

## Biografie
Bentham werd geboren in Houndsditch, Londen, in een rijke Tory-familie. Hij was een wonderkind en werd als kleuter eens aan zijn vaders bureau aangetroffen terwijl hij een meerdelig werk over de geschiedenis van Engeland aan het lezen was. Reeds op driejarige leeftijd begon hij zijn studie Latijn.
Hij ging naar de Westminster School, en in 1760 zond zijn vader hem naar het Queen's College in Oxford, waar hij in 1763 zijn bachelor- en in 1766 zijn mastergraad behaalde. Hij koos voor een opleiding tot advocaat en (hoewel hij nooit praktiseerde) werd in 1769 naar de balie geroepen. Daar raakte hij behoorlijk gefrustreerd over de complexiteit van de Engelse wetgeving.
Onder zijn vele voorstellen voor juridische en sociale hervorming was een ontwerp voor een gevangenisgebouw dat Bentham het panopticum noemde. Hoewel het in zijn tijd niet gebouwd werd, heeft het idee een belangrijke invloed gehad op latere generaties van denkers. De twintigste-eeuwse Franse filosoof Michel Foucault beargumenteerde dat het panopticum model stond voor een hele reeks van negentiende-eeuwse 'disciplinaire' instellingen. Men zegt dat de Mexicaanse gevangenis Lecumberri werd ontworpen op basis van Benthams idee. Ook in Amerika probeerden ze het principe uit; Stateville Correctional Center is het grootste panopticon ooit gebouwd.
Bentham onderhield correspondentie met vele invloedrijke personen. Adam Smith, bijvoorbeeld, was tegen vrije rentestanden voordat hij werd gewezen op Benthams opvattingen over dit onderwerp. Als resultaat van zijn correspondentie met Mirabeau en andere leiders van de Franse Revolutie werd Bentham uitgeroepen tot ereburger van Frankrijk, maar Bentham was een uitgesproken criticus van de revolutionaire theorie over het natuurrecht en van het geweld dat optrad nadat de jakobijnen in 1792 de macht hadden gegrepen. Tussen 1808 en 1810 onderhield hij een persoonlijke vriendschap met de Spaans-Amerikaanse revolutionair Francisco de Miranda en bezocht hij Miranda geregeld in diens huis in Grafton Way in Londen.
In 1823 was hij met James Mill een van oprichters van de Westminster Review; dit was een blad voor de "Filosofische radicalen", een groep van jongere volgelingen, door wie Bentham een aanzienlijke invloed uitoefende op het Britse publieke leven.

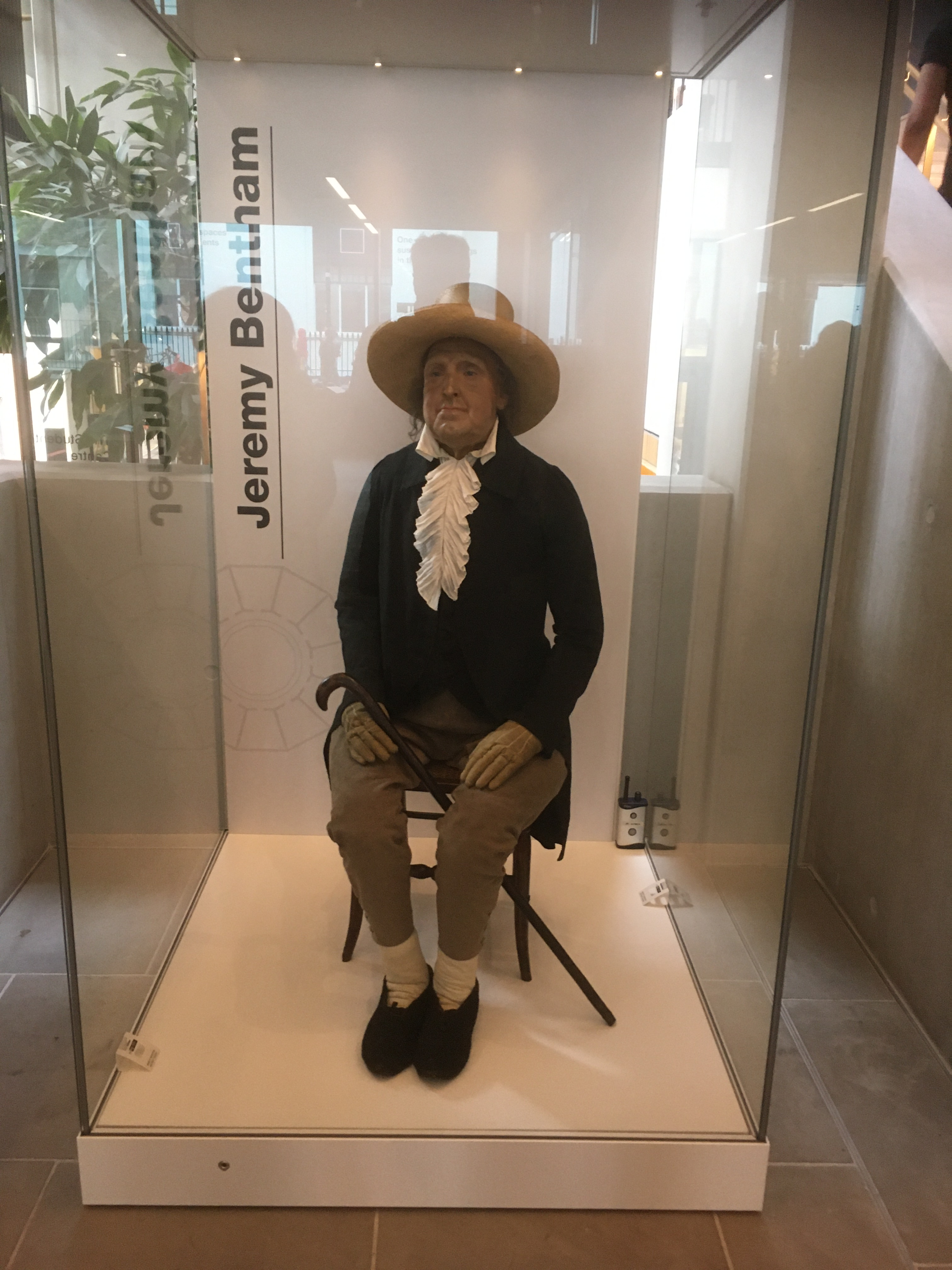
Benthams opgezette lichaam in het University College London

Bentham wordt vaak geassocieerd met de oprichting van de Universiteit van Londen, meer specifiek met het University College London (UCL), dit hoewel hij toen de UCL in 1826 werd geopend al 78 jaar oud was en hij geen actieve rol speelde in de oprichting van deze universiteit. Het is echter waarschijnlijk dat zonder zijn inspiratie de UCL niet op dat moment zou zijn ontstaan. Bentham geloofde sterk dat het universiteitsonderwijs bereikbaar moest worden voor een breder publiek, met name voor degenen die niet rijk zijn of voor hen die niet behoren tot de gevestigde Anglicaanse kerk. Studenten van de universiteit in Oxford en Cambridge moesten aan beide voorwaarden voldoen. De UCL was de eerste Engelse universiteit die iedereen toeliet, ongeacht ras, geloof of politieke overtuiging. Dit was in overeenstemming met de visie van Bentham. Hij zag in 1829 toe op de benoeming van een van zijn leerlingen, John Austin, tot de eerste hoogleraar in rechtswetenschap.
Na zijn dood in 1832 werd zijn lichaam naar zijn eigen wens opgezet, met uitzondering van zijn hoofd dat te veel vergaan was (zijn hoofd wordt nog steeds bewaard onder een glazen stolp). Dit werd vervangen door een wassen hoofd. Zijn opgezette lichaam staat in het studentencentrum van het University College London.
Een beeld van zijn karakter wordt gegeven door Michael St. John Packe: The Life of John Stuart Mill (Het leven van John Stuart Mill):

Tijdens zijn jeugdige bezoeken aan Bowood, het buitenverblijf van zijn beschermheer Lord Lansdowne, bracht hij zijn tijd door te proberen, maar zonder succes, om een van de dames in het huis voor zich te winnen. Hij maakte hun het hof met een blijmoedige onhandigheid, terwijl hij met hen schaakte of les gaf op het klavecimbel. Tot op het laatst optimistisch schreef hij, op de leeftijd van tachtig jaar, naar een van hen, haar herinnerend aan de lang vervlogen dagen toen zij hem 'in een ceremonie een bloem uit het groene laantje had gegeven' [citaat uit Benthams memoires]. Aan het einde van zijn leven kon hij niet over Bowood praten zonder dat er tranen in zijn ogen opwelden, en was hij gedwongen om uit te roepen, 'Neem me vooruit, ik smeek u, naar de toekomst - laat mij niet teruggaan naar het verleden'.

## Bentham en het utilitarisme
Het hoofdwerk van Bentham, An Introduction to the Principles of Morals and Legislation (1789) begint met de stelling dat de natuur ervoor heeft gezorgd dat de mens onder de macht leeft van twee soevereine meesters, namelijk pijn en genot. Het nuttigheidsbeginsel dat hij daarbij formuleert, geldt als het principe waarmee daden worden goed- of afgekeurd op basis van het vermogen dat ze bezitten om het geluk te vermeerderen of juist te verminderen. Geluk staat dan gelijk met het vermeerderen van het genot en het verminderen van de pijn. Op dit punt zou ieder mens zijn eigen belang nastreven. Dit is de voornaamste reden waarom Bentham zich afzette tegen ascetisme. Een asceet ziet de mens namelijk onafhankelijk van het genot, wat uiteraard haaks staat op de stelling van Bentham.
Bentham ontwikkelde hierbij een systeem, waarmee hij het genot kwantitatief kon meten. Om dat te kunnen doen, stelde hij een hele lijst parameters op, zoals tijd, intensiteit, (on)zekerheid, enz. Zo kan men dronkenschap als volgt analyseren: dronkenschap brengt wel een intens genot en gelukzalig gevoel, maar de periode dat het duurt is vrij kort en na die periode wacht pijn (een kater).

## Bentham en politiek
Benthams invloed op de politiek is, vooral na zijn dood, tot de dag van vandaag, groot. Onder andere zijn opvattingen over het onder controle houden van de massa en de sociale stratificatie die hij daarin toepast, zijn nog actueel. Bijzondere aandacht schonk hij ook aan het gebruik van drogredenen dat hij ontwaarde in politieke discussies en die volgens hem enkel konden dienen om misstanden te verhullen: "Abuse can only be defended by fallacies"
Controleerbaarheid speelt een grote rol in zijn gedachtegoed. Ook de hogere standen en klassen moesten daar overigens aan geloven, gezien bijvoorbeeld zijn volgende uitspraak:

In the darkness of secrecy sinister interest, and evil in every shape, have full swing. Only in proportion as publicity has place can any of the checks applicable to judicial injustice operate. Where there is no publicity there is no justice. Publicity is the very soul of justice. It is the keenest spur to exertion, and surest of all guards against improbity. It keeps the judge himself while trying under trial.

Zijn opvattingen over controle gaf hij ook letterlijk vorm in het ontwerp van een zogenaamd panopticum (Engels: panopticon); een gebouw waarin door een waarnemer velen konden worden gezien en in de gaten gehouden. Dit principe is toegepast in koepelgevangenissen.
Benthams ideeën werden door Michel Foucault in een modern kader geplaatst.

## Economie

Defence of usury, 1788

Zijn ideeën over monetair beleid verschillen aanzienlijk van die van David Ricardo. Er zijn wel overeenkomsten met de visie van Henry Thornton. Bentham ziet monetaire expansie als een goed middel om een toestand van volledige werkgelegenheid te bereiken. Hij is zich bewust van de relevantie van zaken als 'gedwongen sparen', de 'geneigdheid te consumeren', het verband tussen sparen en investeren en een aantal andere concepten die nog steeds een centrale rol spelen in de moderne inkomens- en werkgelegenheidspolitiek. Zijn ideeën over monetair beleid sluiten nauw aan bij zijn utilitaristische filosofie om genot en pijn respectievelijk te maximaliseren of te minimaliseren en is zo een belangrijke voorloper van het gebruik van optimalisatieprincipes in de economische wetenschap, zoals in de consumententheorie, de theorie van de onderneming en de sociale welvaartstheorie.

## Bentham en dierenrechten
Bentham wordt gezien als een van de eerste voorvechters van dierenrechten. Hij stelde dat de manier waarop dieren pijn voelen vergelijkbaar is met hoe mensen pijn voelen en dat "De dag zal komen dat de rest van het dierenrijk dezelfde rechten zal verkrijgen, die hun alleen door tyrannie zijn ontnomen". Bentham vond dat het vermogen om pijn te ervaren en niet het vermogen om logisch te redeneren, de maatstaf moet zijn hoe we andere wezens behandelen. Als het vermogen om logisch te redeneren immers het criterium zou zijn, zouden veel mensen, waaronder baby's en geestelijk gehandicapten, ook als dingen moeten worden behandeld. Hij schreef:

Het zal ooit erkend worden dat het aantal benen, de harigheid van het vel of het hebben van een staart, onvoldoende redenen zijn om een sensitief wezen aan zijn lot over te laten. Waar moeten we anders de grens tussen mens en dier leggen? Is dit het vermogen om logisch na te denken of misschien het vermogen om te spreken? Maar een volwassen paard of hond is met zekerheid een meer rationeel wezen, en zelfs meer een conversationeel wezen, dan een baby van een dag of een week of zelfs een maand oud. Maar stel dat het anders zou zijn, wat doet het er toe, de vraag is niet, kunnen ze logisch redeneren? en ook niet kunnen ze praten?, maar kunnen ze lijden?

## Feminisme
Bentham zei zelf dat de wettelijk ondergeschikte positie van de vrouw hem op elfjarige leeftijd deed kiezen voor een carrière als hervormer.
Bentham sprak zich uit voor een complete gelijkheid tussen man en vrouw.

## Collectivisme
Benthams opvattingen werden zwaar bekritiseerd door onder anderen de libertarische vrijemarkteconoom Murray Rothbard, die Jeremy Bentham in zijn essay, Jeremy Bentham: The Utilitarian as Big Brother, neerzette als de ideoloog van Big Brother. De Canadese auteur Brebner schreef in 1948 het volgende: "Britse laissez-faire was een politieke en economisch mythe... Jeremy Bentham en John Stuart Mill, die vaak worden beschreven als typische, bijna fundamentalistische, pleitbezorgers van laissez-faire, waren in feite hieraan volstrekt tegengesteld, zij waren pleitbezorgers van staatsinterventie voor collectivistische doeleinden."
In plaats van als libertariër kan Bentham worden beschouwd als een aanhanger van het klassieke liberalisme, dit aangezien hij een aanhanger was van vrijhandel en woeker (hij was voor vrije rentestanden). Verder was Bentham voor de vrijheid van meningsuiting, volledige gelijkheid tussen man en vrouw en tegen het maken van onderscheid op basis van ras, wereldaanschouwing en godsdienst. Hij overtuigde Adam Smith ervan dat die in zijn magnum opus, An Inquiry into the Nature and Causes of the Wealth of Nations te veel om regulering door de staat vraagt.